# 6192 Javiergorosabel
A 6192 Javiergorosabel (ideiglenes jelöléssel (6192) 1990 KB1) (Javiergorosabel) a Naprendszer kisbolygóövében található aszteroida. Eleanor F. Helin fedezte fel 1990. május 21-én.